# Montady
Montady – miejscowość i gmina we Francji, w regionie Oksytania, w departamencie Hérault.
Według danych na rok 1990 gminę zamieszkiwało 2070 osób, a gęstość zaludnienia wynosiła 208 osób/km² (wśród 1545 gmin Langwedocji-Roussillon Montady plasuje się na 187. miejscu pod względem liczby ludności, natomiast pod względem powierzchni na miejscu 759.).